# HD 67921
HD 67921，又名CD-29 5620，SAO 198854、HR 3196，是一颗恒星，视星等为6.65，位于銀經248.41，銀緯1.44，其B1900.0坐标为赤經8h 5m 5.2s，赤緯-30° 1.44′ 45″。